# ロニー・スウィガース
ロニー・スウィガース（Ronny Swiggers、1961年 - ）は、ベルギーの都市メヘレン出身でベルギーで最も成功したクイズプレーヤーの一人である。2013年のEuropean Quizzing Championship (EQC) では、同胞のNico Pattynとイギリス人のJesse Honeyを破ってシングル戦では優勝した。

## 概要
2008年、2009年世界クイズ・チャンピオンシップで2回連続2位に入った。2007年以降、ベルギー代表チームのメンバーとして選ばれ、2008年にオスロで開催されたEuropean Quizzing Championshipでは、ベルギー代表チームとして優勝に輝いた。その際、ペア戦でも優勝した。彼は6回フランドルチャンピオンに輝き（2005、2006、2007、2009、2010、2013）、元ヨーロッパチャンピオンのNico Pattynとよく争っている。